# Rucksackverband

Rückenansicht

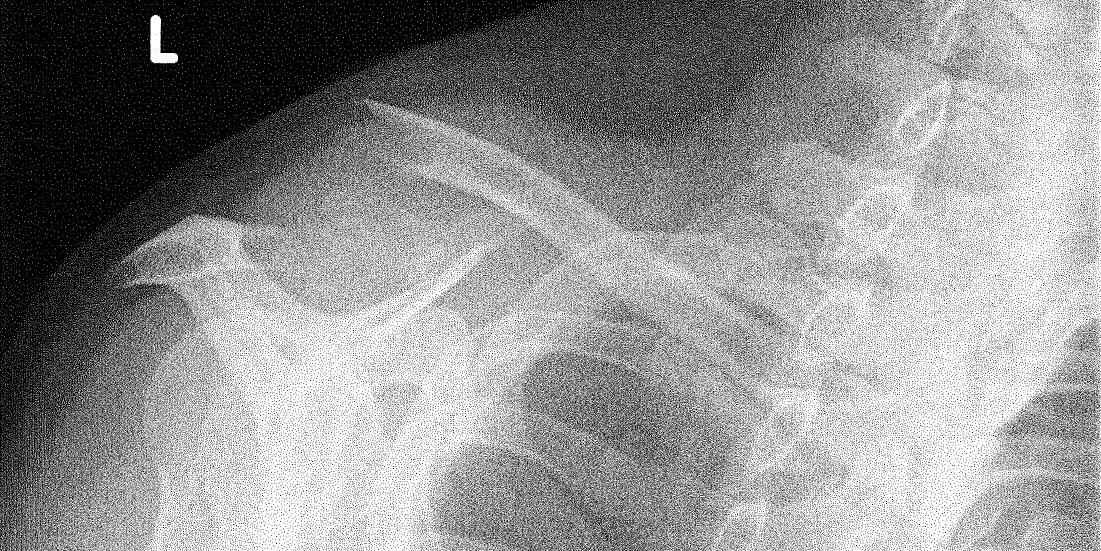
Röntgenaufnahme einer lateralen Claviculafraktur (eines am äußeren Rand gebrochenen Schlüsselbeins) 2 Wochen nach einem Unfall. Behandlung durch Ruhigstellung, zeitweise auch Rucksackverband (USZ).

Ein Rucksackverband (auch Tornisterverband oder Claviculabandage genannt) wird zur Stabilisierung und Ruhigstellung der Schulterhaltung bei einer Klavikulafraktur (Schlüsselbeinbruch) eingesetzt. Dabei wird eine Schulterbandage zur Fixierung des Schlüsselbeins verwendet. Dieser Verband zieht die Schultern nach hinten, erzwingt eine gerade Rückenhaltung und soll damit dafür sorgen, dass das Schlüsselbein nicht zu kurz zusammenwächst und der Patient weniger Schmerzen hat. Der Verband muss täglich kontrolliert und eventuell nachgezogen oder gespannt werden. (siehe Röntgenaufnahme einer lateralen Claviculafraktur). Auch eignet er sich nicht für alle Schlüsselbeinbrüche.
Der Rucksackverband muss in der Regel für drei bis vier Wochen (bei Kindern zehn Tage) getragen werden. In dieser Zeit sollten körperliche Anstrengungen vermieden werden; Betroffene können u. U. in ihrer Bewegungsfreiheit eingeschränkt sein.
Je nach Art der Fraktur kann sie entweder ohne Hilfsmittel oder mit Rucksackverband, Gilet, Armschlinge oder Gilchristverband ruhig gestellt werden. Letztere werden vor allem bei lateralen Schlüsselbeinbrüchen angewandt.